# American Association of Textile Chemists and Colorists

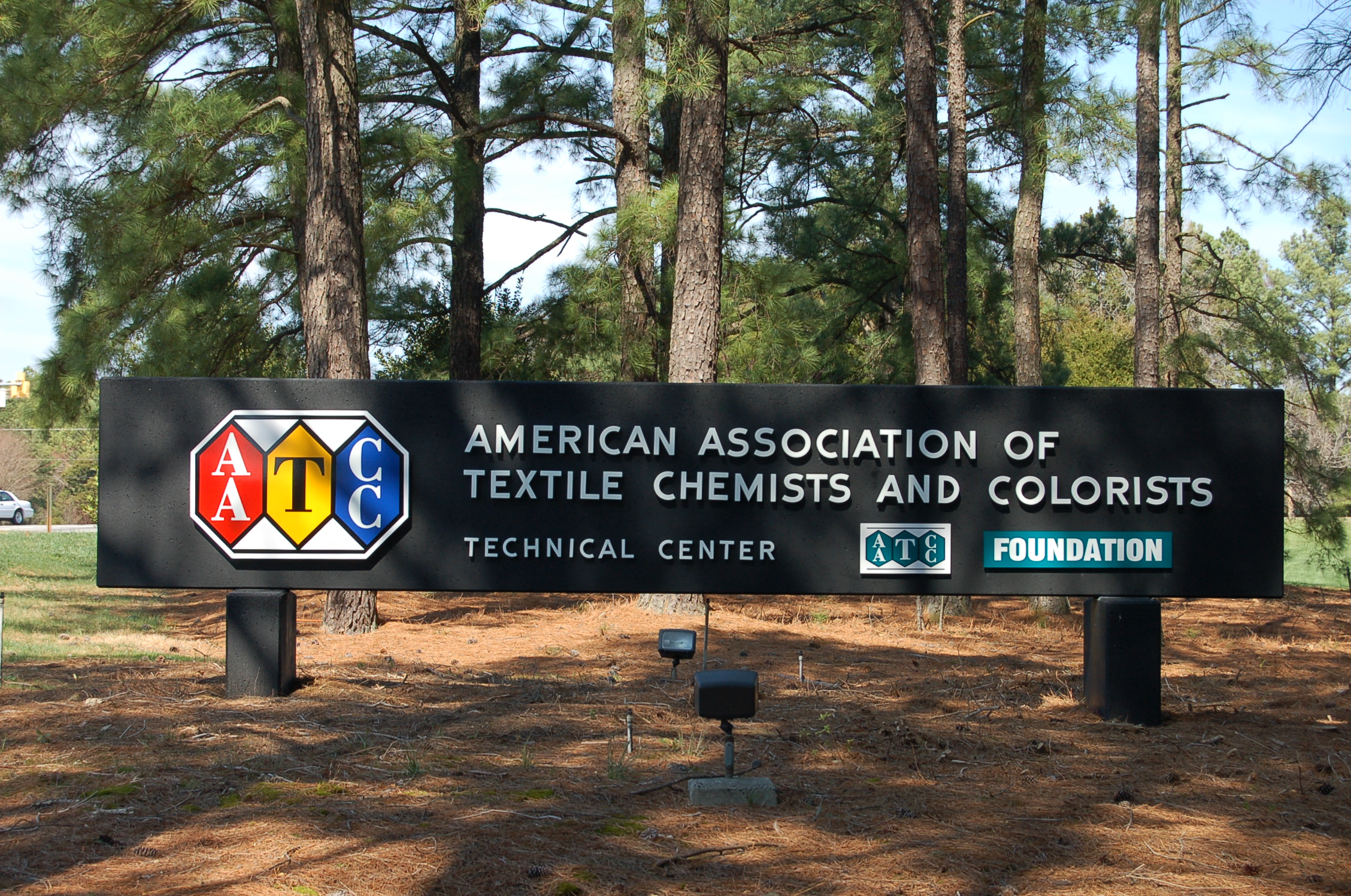
AATCC Technical Center Sign

The American Association of Textile Chemists and Colorists (AATCC; deutsch Amerikanische Vereinigung der Textilchemiker und Coloristen)  ist ein gemeinnütziger Berufsverband nach 501(c)(6), der seit 1921 die Entwicklung von Testmethoden, Qualitätskontrollmaterialien, Schulungen und Networking für Textil- und Bekleidungsfachleute in 60 Ländern auf der ganzen Welt anbietet. AATCC hat seinen Hauptsitz im Research Triangle Park, N.C., USA.
Der AATCC unterhält zusammen mit der Society of Dyers and Colourists den Colour Index eine internationale Referenzdatenbank für Pigmente und Farbstoffe.

## Aktivitäten
AATCC hat mehr als 200 textilbezogene Standards entwickelt, darunter Testmethoden, Bewertungsverfahren und Monographien. Diese Standards werden jedes Jahr im AATCC Technical Manual veröffentlicht. Alle Standards werden von freiwilligen Mitgliedern durch Forschungsausschüsse entwickelt und aktualisiert. Alle Interessenvertreterder Branche können sich an dem Entwicklungsprozess für Standards beteiligen.
Bevor ein Standard im AATCC Technical Manual veröffentlicht wird, muss er von den stimmberechtigten Mitgliedern des zuständigen Forschungsausschusses und des Technischen Forschungsausschusses (TCR) einstimmig angenommen werden. Während der ersten drei Jahre wird jeder neue Standard jährlich überprüft und kann auf Empfehlung des Forschungsausschusses und Genehmigung durch den TCR erneut bestätigt, überarbeitet oder zurückgezogen werden. Danach wird jeder Standard mindestens alle fünf Jahre überprüft. Der Inhalt vieler AATCC-Methoden bilden die Grundlage für äquivalente ISO-Methoden.
AATCC fungiert als Sekretär des US Technical Advisory Committee (TAG) des American National Standards Institute (ANSI) für die Entwicklung von Textiltestmethoden der International Organization for Standardization (ISO). (AATCC war viele Jahre lang auch Sekretär von ISO TC38 SC1 und SC2.)
AATCC bietet Schulungen zu Testmethoden in seinen Laboren, den Einrichtungen der Mitglieder, online und in mehr als 10 Ländern auf der ganzen Welt an. AATCC bietet auch Qualitätskontrollprodukte die bei seinen Testmethoden benötigt werden, an. Der Verband führt zudem Bildungsprogramme wie Workshops, Seminare, Konferenzen, Webinare und Online-Schulungen zu verschiedenen Aspekten von Textilien durch. Labore können an Kompetenzprogramme teilnehmen.
AATCC veröffentlicht seit 1969 ein zweimonatlich erscheinendes Magazin, AATCC Review, mit technischen Artikeln und Nachrichten von der Fasern bis hin zu Endprodukten und von der chemische Synthese bis hin zu Einzelhandelspraktiken. Es ist in gedruckter und digitaler Form erhältlich. Zudem veröffentlicht es das AATCC Journal of Research, ein zweimonatlich erscheinendes, elektronisches Peer-Review-Forschungsjournal (auch als jährliche gedruckte Zusammenstellung erhältlich). Diese Textilforschungszeitschrift hat ein breites Spektrum von fortschrittlichen Materialien, Fasern und Textilen über Polymerchemie bis hin zu Farbwissenschaft, Bekleidungsdesign und Nachhaltigkeit. Das Journal wird durch den Science Citation Index Expanded (SCIE) indiziert und ist im Thomson Reuters Web of Science auffindbar. Der Impact Factor des Journals ist im Journal Citation Reports verfügbar. Außerdem gibt es mit AATCC News, ein zweiwöchentlich erscheinender Newsletter der per E-Mail verschickt wird, eine Website, ein AATCC-Blog, Bücher und Schulungsvideos.
Jedes Jahr ehrt mit vielen Auszeichnungen die AATCC  Mitglieder und je nach Auszeichnung auch nicht Mitglieder für besonderes Agangement im Textilbereich. Beispiele hierfür sind die Olney-Medaille, die seit 1944 zu Ehren von Louis Atwell Olney, für herausragende Leistungen in der Textwissenschaft vergeben wird, der Millson Award for Invention welcher Erfindungen im Textilbereich würdigt, der Harold C. Chapin Award wird für vorbildliche Verdienste um die AATCC verliehen oder der J. William Weaver Paper of the Year Award der an die Autoren des besten Peer-Review-Manuskripts, das in AATCC Journal of Research im während des Jahres veröffentlicht wurde, geht. Speziell für Studenten gibt es weitere Auszeichnungen und Wettbewerben, darunter der C2C Student Design Competition, der C2C Student Merchandising Competition, der Herman & Myrtle Goldstein Student Paper Competition, die Student Chapter Awards und der Outstanding College Graduate of the Year Award.
AATCC Foundation Inc., eine öffentliche gemeinnützige Organisation gemäß 501(c)(3), wurde 1997 gegründet und handelt selbstständig an der Förderung des gemeinnützigen Zweckes des Vereins, indem sie Stipendien und Forschungsstipendien für Studenten und Doktoranden bereitstellt, die im Textilbereich oder in verwandte Felder studieren.
AATCC arbeitet mit anderen Textilverbänden auf der ganzen Welt zusammen, darunter das The Textile Institute (UK), das La Asociación Argentina de Químicos y Coloristas Textiles (Argentinien), das China Textile Information Center (China) und die Associação Brasileira de Químicos e Coloristas Têxteis (Brasilien). Darüber hinaus arbeitet AATCC mit der ASTM International, INDA, Association of the Nonwoven Fabrics Industry, der Printing United Alliance, der Synthetic Yarn and Fiber Association (SYFA), Inter-Society Color Council (ISCC), der National Council of Textile Organizations (NCTO), der Technical Association of the Pulp and Paper Industry (TAPPI), [TC]², der Textile Exchange, und das The Nonwovens Institute zusammen.
Zusammen mit ihrem Pendant im Vereinigten Königreich, der Society of Dyers and Colourists, unterhält die AATCC den Colour Index, eine internationale Referenzdatenbank für Pigmente und Farbstoffe.